# Salmo letnica
Salmo letnica – gatunek ryby z rodziny łososiowatych (Salmonidae). Dawniej zaliczana do gatunku Salmo trutta.

## Występowanie
Występuje jako endemit w jeziorze Ochrydzkim.

## Opis
Osiąga długość 1,5 m i ponad 20 kg masy ciała. Ciało jest dość silnie wygrzbiecone, głowa mała, płetwa ogonowa jest łukowato wcięta. Płetwy piersiowe, brzuszne i odbytowa są pomarańczowawe, płetwa tłuszczowa czerwonawa. Grzbiet jest brązowawy, boki srebrzyste, brzuch biały. Na bokach występują czarne i czerwone kropki z białą obwódką.

## Rozród
Tworzy kilka ras różniących się czasem i miejscem odbywania tarła.